# Macromitrium quercicola
Macromitrium quercicola är en bladmossart som beskrevs av Brotherus 1923. Macromitrium quercicola ingår i släktet Macromitrium och familjen Orthotrichaceae. Inga underarter finns listade i Catalogue of Life.